# Marsjön, Dalarna
Marsjön är en sjö i Vansbro kommun i Dalarna och ingår i Dalälvens huvudavrinningsområde. Sjön är 19,5 meter djup, har en yta på 1,13 kvadratkilometer och befinner sig 245,1 meter över havet. Sjön avvattnas av vattendraget Myrån.

## Delavrinningsområde
Marsjön ingår i det delavrinningsområde (672333-142054) som SMHI kallar för Utloppet av Marsjön. Medelhöjden är 279 meter över havet och ytan är 4,96 kvadratkilometer. Det finns ett avrinningsområde uppströms, och räknas det in blir den ackumulerade arean 9,79 kvadratkilometer. Myrån som avvattnar avrinningsområdet har biflödesordning 4, vilket innebär att vattnet flödar genom totalt 4 vattendrag innan det når havet efter 312 kilometer. Avrinningsområdet består mestadels av skog (74 procent). Avrinningsområdet har 1,12 kvadratkilometer vattenytor vilket ger det en sjöprocent på 22,6 procent.